# Han Solo
Han Solo (Corellia, 32 ABY-Base Starkiller, 34 DBY) es un personaje de ficción y uno de los protagonistas de la saga Star Wars. Fue interpretado por Harrison Ford en Star Wars: Episodio IV - Una nueva esperanza (1977) y sus posteriores secuelas en la serie de películas principal. En la precuela spin-off Han Solo: una historia de Star Wars (2018) es interpretado por Alden Ehrenreich.
El personaje, inspirado en el director de cine Francis Ford Coppola, es un contrabandista al que contrata el antiguo jedi Obi-Wan Kenobi para que le lleve —junto a Luke Skywalker— hasta Alderaan. Dado que debe una gran suma de dinero a Jabba el Hutt, Solo acepta a los pasajeros en el Halcón milenario sin saber que acabará uniéndose a la Alianza Rebelde contra el Imperio galáctico que dominan Darth Vader y el Emperador Palpatine.

Un solitario que se da cuenta de la importancia de ser parte de un grupo y de ayudar al bien común.
George Lucas

## Concepto y casting

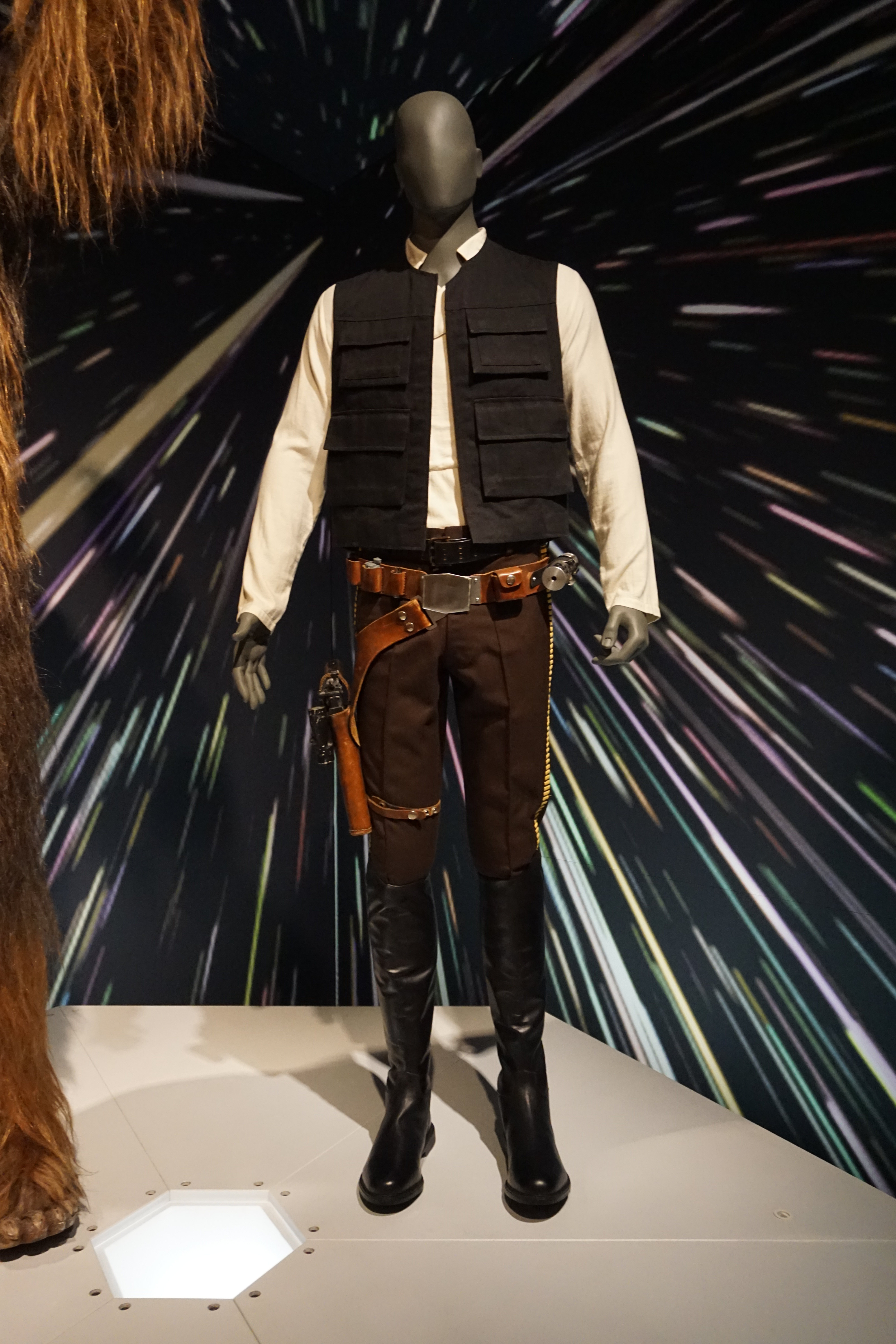
Traje de Han Solo en Star Wars: "Episodio VI - El retorno del Jedi", mostrados en la exposición itinerante "Star Wars and the Power of Costume" en el Instituto de Artes de Detroit, Michigan (Estados Unidos).

En la primera versión del borrador inicial de Star Wars, Solo era un extraterrestre de la raza 'urealiana' con piel verde, sin nariz y branquias enormes, también era miembro del Jedi Bendu y conocía al General Skywalker. El siguiente borrador vio a Solo como un pirata extravagante y barbudo; el creador de la franquicia, George Lucas, decidió convertirlo en un humano para desarrollar mejor la relación entre los tres personajes centrales (Luke, Leia y Han) y Chewbacca en lugar de ser utilizado para el papel del compañero alienígena. En el momento del tercer borrador, Solo se había convertido en el "duro piloto estelar estilo James Dean" que aparecería en la película terminada. Lucas también usó a Humphrey Bogart como punto de referencia en sus notas de desarrollo. El mitólogo Joseph Campbell dijo de Han: "Piensa que es un egoísta; pero realmente no lo es... hay algo más que lo impulsa".  En 1997, Lucas lo describió como "un solitario cínico que se da cuenta de la importancia de ser parte de un grupo y ayudar por el bien común". En 2004, Lucas explicó que Han es el compañero egoísta del protagonista Luke, que es desinteresado.
Harrison Ford no fue elegido de inmediato para el papel de Han Solo, ya que Lucas ya lo había utilizado en la película American Graffiti y quería a alguien nuevo para el papel. Contrató a Ford para ensayar líneas con otros actores y quedó tan impresionado con la actuación del actor que finalmente le dio el papel. Otros actores que fueron considerados para el rol incluyen a Al Pacino, Robert De Niro, James Caan, Christopher Walken, Jack Nicholson, Sylvester Stallone, Kurt Russell, Bill Murray, Steve Martin, Robert Englund, Nick Nolte, Burt Reynolds, Chevy Chase y Perry King (quien luego interpretó a Han Solo en las versiones para radio).
Solo apareció en los primeros borradores de Star Wars: Episodio III - La venganza de los Sith. Se habría revelado que el personaje fue criado por Chewbacca en Kashyyyk, y ayudaría a Yoda a localizar al General Grievous. Se hizo un arte conceptual de un Han Solo de 10 años, pero Lucas decidió omitir la aparición del personaje en la película antes de que se eligiera o considerara a cualquier actor para el papel.
Ford, creyendo que su personaje debería morir, se mostró reacio a firmar las secuelas de Star Wars. La muerte de Han Solo en The Force Awakens se produjo cuando el escritor y director J. J. Abrams sintió que el personaje no estaba evolucionando ni contribuyendo al desarrollo de la historia; creía que Kylo Ren matando a su propio padre le daría la oportunidad de convertirse en un digno sucesor de Darth Vader. La aparición de Solo en la película estuvo influenciada por la de Rooster Cogburn (Jeff Bridges) en True Grit (2010) durante el desarrollo inicial del concepto.

## Apariciones

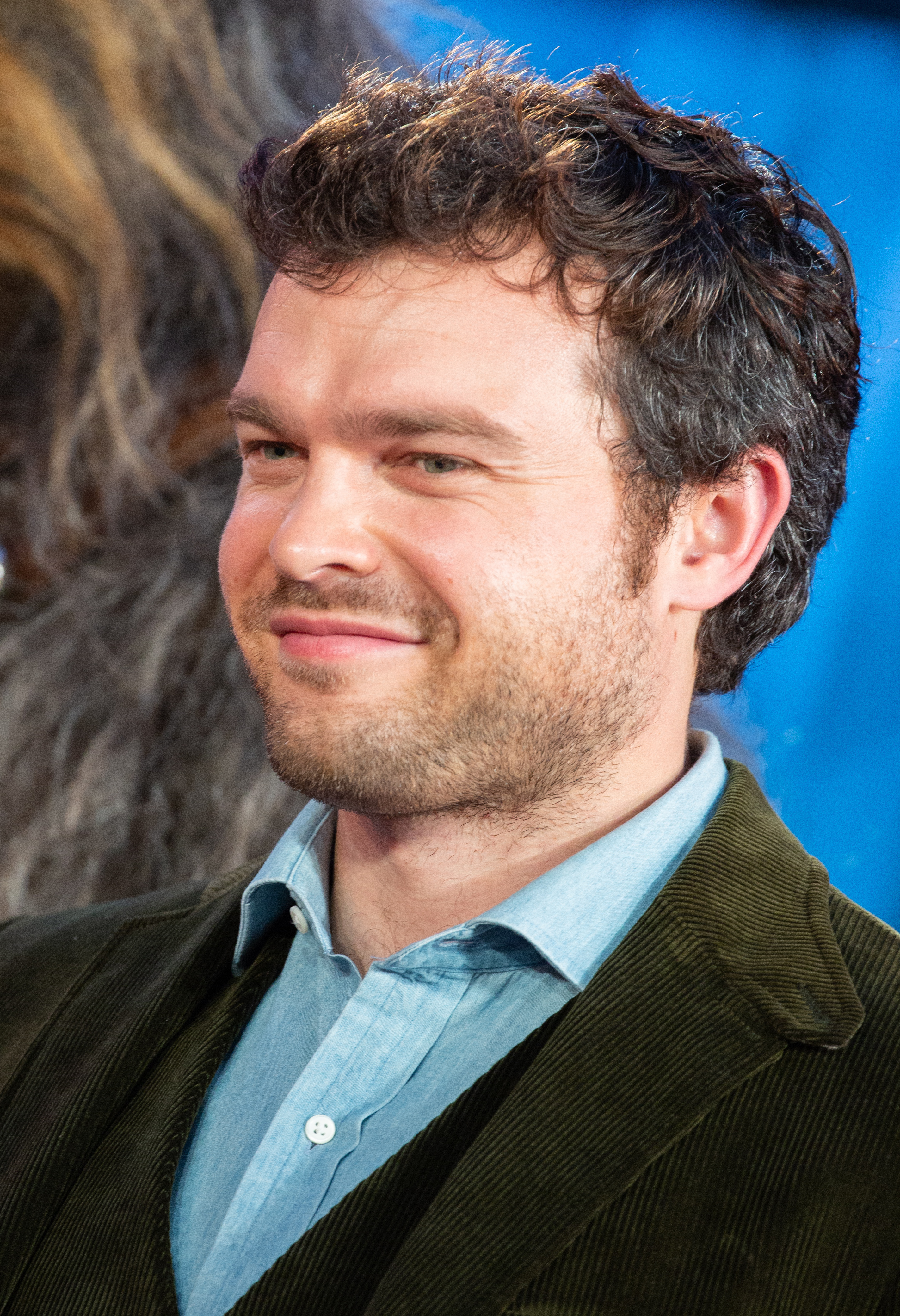
Alden Ehrenreich, actor que interpretó al personaje en Solo: Una historia de Star Wars

### Trilogía Original

#### Una Nueva Esperanza
Han Solo se presenta por primera vez en Star Wars (1977), cuando él y su copiloto Chewbacca (Peter Mayhew) aceptan una solicitud de fletamento para transportar a Luke Skywalker, Obi-Wan Kenobi, C-3PO y R2-D2 desde Tatooine a Alderaan en su nave, el Halcón Milenario. Han le debe una gran cantidad de dinero al gángster Jabba the Hutt y tiene un alto precio por su cabeza. El cazarrecompensas Greedo (Paul Blake) intenta entregar a Solo a Jabba, vivo o muerto, pero después de un intento fallido de extorsionar el dinero como soborno por dejarlo ir, Han dispara y mata a Greedo. Han luego se prepara para dejar Tatooine.
Él y sus pasajeros son atacados por soldados de asalto imperiales, pero escapan acelerando a la velocidad de la luz. Sin embargo, cuando llegan a Alderaan, descubren que el planeta ha sido destruido por el Imperio. Luego, el Halcón es capturado y retenido dentro de la Estrella de la Muerte, una estación de batalla del tamaño de una luna construida por el Imperio. Han y compañía se esconden de la detección dentro de las bahías de contrabando del Halcón y se infiltran en la estación disfrazados de soldados de asalto. Descubren que la princesa Leia Organa (Carrie Fisher) está prisionera a bordo, y Luke convence a Han para que la ayude a rescatarla prometiéndole una gran recompensa. Rescatan a Leia y escapan, aunque Obi-Wan es asesinado por el Lord Sith, Darth Vader (interpretado por David Prowse, con la voz de James Earl Jones).
Después de entregar a Luke, Leia, C-3PO y R2-D2 a la Alianza Rebelde, Han y Chewbacca reciben un pago por sus servicios y se preparan para irse. Luke le pide a Han que se quede y ayude a los rebeldes a atacar la Estrella de la Muerte, pero él se niega porque no quiere involucrarse. Han cambia de opinión y regresa para salvar la vida de Luke durante la escena de batalla culminante de la película, lo que finalmente le permite a Luke destruir la Estrella de la Muerte. En la escena final de la película, Leia le entrega a Han una medalla de honor junto a Luke y Chewbacca.

#### El Imperio Contraataca
Tres años después, Han todavía está con la Alianza Rebelde y sirviendo en la base de los Rebeldes en el planeta helado de Hoth. Mientras patrullan con Luke, son testigos de cómo un meteorito golpea la superficie. Han regresa a la base mientras Luke decide investigar. Han le informa a Leia que debe irse para saldar su deuda con Jabba the Hutt. Antes de que pueda partir, se descubre que Luke no ha regresado de su investigación. Han cabalga solo hacia los páramos congelados de Hoth y pronto encuentra a Luke al borde de la muerte por exposición. Usando el sable de luz de su amigo, Han abre su tauntaun, proporcionando calor a Luke mientras construye un refugio hasta que puedan ser rescatados a la mañana siguiente.
Más tarde, Han y Chewbacca van a ver otro impacto de meteorito. Descubren que el 'meteoro' es en realidad un droide sonda imperial. Los dos logran destruir la sonda, pero no antes de que el Imperio sea alertado sobre la ubicación de la base rebelde. Cuando el Imperio ataca, Han, Chewbacca, Leia y C-3PO escapan por poco a bordo del Halcón Milenario. Han evade a un escuadrón de cazas TIE imperiales volando a través de un campo de asteroides y, sin saberlo, vuela hacia la boca de un gusano gigante. Han y Leia se enamoran durante el largo viaje. Se las arreglan para esconderse de la flota imperial el tiempo suficiente para escapar, pero no del todo desapercibidos; el cazarrecompensas Boba Fett (Jeremy Bulloch), que trabaja para Vader, encuentra su rastro y los sigue.
Han y compañía eventualmente terminan en la Ciudad de las Nubes del sistema Bespin buscando reparaciones y refugio de su viejo amigo Lando Calrissian (Billy Dee Williams), el administrador de la ciudad. Sin embargo, Fett llegó primero y alertó al Imperio. Lando traiciona a Han con el Imperio, y Vader hace torturar a Han como parte de su plan para atraer a Luke a Bespin. Vader desea capturar a Luke congelándolo en carbonita y primero somete a Han al proceso de congelación para probar su letalidad. Han sobrevive y Fett se va a Tatooine con su cuerpo congelado para recoger la recompensa de Jabba.

#### El Regreso del Jedi
Un año después, Han, todavía aprisionado en carbonita, es la decoración favorita de Jabba en su palacio de Tatooine. Luke intenta una operación de rescate con la ayuda de Leia, Chewbacca, C-3PO, R2-D2 y un Lando arrepentido, pero son atrapados. Jabba sentencia a Han, Luke y Chewbacca a morir en el pozo sarlacc. Luke, Leia, Han y Chewbacca dominan a sus captores y Leia mata a Jabba, lo que les permite escapar.
Al regresar a la flota Rebelde, descubren que el Imperio está construyendo la segunda Estrella de la Muerte, que orbita alrededor de la luna boscosa de Endor. Tras su regreso, Han se convierte en general de la Alianza Rebelde, junto con Leia. Al reunirse con Luke después de su regreso de Dagobah, Han lidera un equipo de ataque rebelde a Endor para derribar el campo de fuerza que rodea la estación de batalla, que aún está en construcción. El Imperio los captura, pero con la ayuda de los Ewoks nativos, Han y su equipo destruyen el generador de escudos de la Estrella de la Muerte, lo que permite que Lando y su equipo de ataque destruyan la Estrella de la Muerte. Han luego se reúne con Leia y Luke en Endor para celebrar la derrota del Imperio.

### Trilogía de Secuelas

#### El Despertar de la Fuerza
Ambientada aproximadamente 30 años después de Return of the Jedi, Han ha regresado a su antigua vida como contrabandista. Antes de los acontecimientos de la película, él y Chewbacca habían perdido el Halcón Milenario a manos de unos ladrones, pero recuperan la nave después de que despega del planeta Jakku, pilotada por la carroñera Rey (Daisy Ridley) y el soldado de asalto renegado Finn (John Boyega). Mientras los mercenarios se acercan a ellos, Han lleva al Halcón a la velocidad de la luz y se escapan.
Cuando Han se entera de que Rey está buscando a Luke, quien desapareció años antes, los lleva con su vieja amiga Maz Kanata (Lupita Nyong'o), quien puede entregar el droide BB-8 a la Resistencia contra la tiránica Primera Orden. Se ven obligados a huir cuando las tropas de la Primera Orden descienden sobre ellos. Han está impresionado con las habilidades de pilotaje de Rey y le ofrece un trabajo en el Halcón, pero ella se niega. Cuando Rey es secuestrada por la Primera Orden, Han ve que el ejecutor de la Primera Orden, Kylo Ren (Adam Driver), se la lleva, a quien Han parece reconocer.
Han y Finn se reúnen con la Resistencia, liderada por Leia, a quien Han no ha visto en un par de años. Luego se revela que Ren es en realidad su hijo, Ben Solo, quien se entrenó como Jedi con Luke. Sin embargo, fue corrompido por el Líder Supremo de la Primera Orden, Snoke (Andy Serkis), y se volvió hacia el lado oscuro de la Fuerza. Como Kylo Ren, traicionó a la República y destruyó a los Jedi, al igual que su abuelo, Darth Vader, lo había hecho décadas antes. Con el corazón roto por la traición de Ben, Han y Leia se separaron para llorar a su manera; cada uno culpándose a sí mismo por el cambio de su hijo. Leia le pide a Han que busque a Ben y lo lleve a casa, convencida de que todavía hay bondad en él.
Han y Chewbacca van con Finn a la superarma convertida en planetas de la Primera Orden, la Base Starkiller, para destruir la base y rescatar a Rey. Allí, ve a Ren caminar hacia el puente sobre el abismo del reactor. Han sigue a Ren al puente y lo llama por su nombre real. Han le suplica que abandone el lado oscuro y regrese con él, advirtiéndole que Snoke lo matará una vez que haya tomado el control de la galaxia. Ren le dice a Han que sabe lo que debe hacer, pero que no tiene la fuerza para hacerlo, y le pide a Han que lo ayude. Han está de acuerdo. Después de un momento, Ren enciende su sable de luz, empalando e hiriendo fatalmente a su padre. Han mira a los ojos de su hijo y toca su rostro antes de caer del puente y morir.

#### Los últimos Jedi
The Last Jedi rinde breve homenaje a Han. La primera escena incluye una bomba que tiene escrito "Han dice hola" en un idioma extraño.  Más adelante en la película, Luke pregunta dónde está Han después de reunirse con Chewie y se entera de la muerte de Han. Durante el clímax, Luke entrega los dados de oro de Leia Han (aunque esto resulta ser parte de una aparición). 

#### El Ascenso de Skywalker
Han aparece brevemente en The Rise of Skywalker. Después de un duelo casi fatal con Rey y la muerte de Leia, Ren experimenta una visión de Han, quien le dice a su hijo que Kylo Ren está muerto, pero que Ben Solo está vivo. Han insta a su hijo a hacer lo correcto y volver al lado de la luz. En alusión a su interacción final, Ren admite que sabe lo que tiene que hacer pero no está seguro de tener la fuerza, mientras Han anima a su hijo y le toca la cara. Ren saca su sable de luz, se gira y lo tira, convirtiéndose en Ben Solo una vez más. Cuando se da la vuelta, Han ha desaparecido. Al final, Chewbacca recibe la medalla de Han del final de la película original.

### Películas de Antología

#### Solo: Una historia de Star Wars
El 25 de mayo de 2018 se estrenó una película con Han Solo antes de los eventos de la película de 1977, protagonizada por Alden Ehrenreich. En la película, Han, de 19 años, se caracteriza por ser un huérfano en el planeta Corellia. Él y su amante, Qi'ra (Emilia Clarke), intentan escapar de la banda criminal White Worms y sobornar a un oficial imperial con una muestra robada de coaxium, un poderoso combustible hiperespacial, a cambio de pasaje en un transporte saliente, pero Qi 'ra es detenida antes de que pueda abordar. Han jura volver por ella y se une a la Armada Imperial como cadete de vuelo. El oficial de reclutamiento le da el apellido "Solo", aparentemente en referencia a la declaración de Han de que "no tiene gente".
Tres años más tarde, Han ha sido expulsado de la Academia de Vuelo Imperial por insubordinación y es transferido al Ejército Imperial. Mientras se desempeña como soldado del pantano en una infantería durante una batalla en Mimban, se encuentra con una banda de criminales que se hacen pasar por soldados imperiales liderados por Tobias Beckett (Woody Harrelson). Intenta chantajearlos para que lo lleven con ellos, pero Beckett hace que lo arresten por deserción y lo arrojen a un pozo para que lo ejecute un paria wookiee, Chewbacca. Capaz de hablar el idioma de Chewbacca, Han convence a Chewbacca para que escape con él. Beckett, que necesita ayuda adicional, los rescata a los dos y los alista en el complot de la pandilla para robar un cargamento de coaxium, que sale mal. Han y Chewbacca luego acompañan a Beckett para explicar su fracaso a Dryden Vos (Paul Bettany), un poderoso señor del crimen en el sindicato Crimson Dawn y el jefe de Beckett. También encuentran a Qi'ra, que ahora es el lugarteniente principal de Vos. Han sugiere un plan arriesgado para robar coaxium sin refinar de las minas del planeta Kessel; Vos aprueba, pero insiste en que Qi'ra debería acompañar al equipo.
Qi'ra los lleva a Lando Calrissian (Donald Glover), un consumado contrabandista y piloto que espera les preste su nave. Han desafía a Lando a un juego de sabacc, con la apuesta siendo el barco de Lando. Lando hace trampa para ganar, pero accede a unirse a la misión a cambio de una parte de las ganancias. El equipo aborda su nave, el Halcón Milenario, y se dirige a Kessel. El robo es un éxito en parte gracias a que Han pilota la nave a través de una peligrosa ruta inexplorada, pero Han y Qi'ra se vuelven simpatizantes de la Alianza Rebelde, que intentan evitar que los sindicatos y el Imperio Galáctico obtengan un mayor dominio sobre la galaxia. Intentan engañar a Vos, pero Beckett ya lo ha alertado de la traición. Vos envía a sus guardias a matar a los rebeldes, pero habiendo anticipado la estrategia de Vos, Han advierte a los rebeldes, quienes matan a los guardias en su lugar, dejando a Vos indefenso. Han luego intenta tomar el coaxium, solo para que Beckett traicione a Vos, escape con el coaxium y tome a Chewbacca como rehén. Aunque presionada para matar a Han para demostrar su lealtad a Vos, Qi'ra mata a Vos y envía a Han tras Beckett antes de contactar al superior de Vos, Maul (interpretado por Ray Park, con la voz de Sam Witwer).
Han alcanza a Beckett y lo mata a tiros antes de que Beckett pueda devolver el fuego. Posteriormente, Han y Chewbacca entregan el coaxium a los rebeldes. Su líder, Enfys Nest (Erin Kellyman), le ofrece a Han la oportunidad de unirse a ellos; cuando él se niega, ella le da un vial de coaxium, suficiente para comprar un barco propio. Han y Chewbacca visitan a Lando, quien sin saberlo los abandonó en el Halcón cuando se enfrentaron a los rebeldes antes, y lo desafían a otro juego de sabacc, una vez más apostando el barco. Han gana esta vez, después de haber robado la tarjeta que Lando estaba usando para hacer trampa antes, y él y Chewbacca se van a Tatooine en el Halcón, donde un gángster está reuniendo a un equipo para un atraco.

### Literatura
En el Universo Expandido de Star Wars (no canónico), Han proviene de una antigua línea familiar que se extiende por miles de generaciones. Un antepasado gobernó el planeta Corellia (el mundo natal de Solo) y estableció una monarquía constitucional tres siglos antes de los eventos de A New Hope. Sus descendientes continuaron gobernando Corellia, pero lentamente perdieron poder hasta el momento del nacimiento de Han. Sus padres se llamaban Jonash y Jaina Solo. 
Brian Daley escribió una serie de novelas (Las aventuras de Han Solo), de 1979 a 1980, explorando las aventuras de contrabando de Han Solo y Chewbacca antes de los eventos de la trilogía original. Jedi Search (1994) de Kevin J. Anderson establece que antes de A New Hope, Jabba pagó al capo de las especias de Kessel por un envío que Han entregaría; El magnate de Kessel luego avisó a los imperiales sobre el cargamento de Han, lo que obligó al contrabandista a deshacerse de él e incurrir en su deuda con Jabba. La trilogía de Han Solo de Ann C. Crispin (1997-1998) desarrolla la historia de fondo del personaje de manera diferente y con más detalle, representándolo como un mendigo y un carterista durante gran parte de su juventud. Se convierte en piloto y, después de que desaparece su interés amoroso, se une a la Armada Imperial. Es despedido cuando rechaza una orden de despellejar a Chewbacca por requisar un barco que traficaba con niños wookiee; Chewbacca, a su vez, jura una "deuda de vida" a Han. Los dos se convierten en contrabandistas y ayudan a repeler un bloqueo imperial de una luna Hutt. Han gana el Halcón Milenario de manos de Lando Calrissian en un torneo de cartas. El amor adolescente de Han, ahora un agente rebelde, lo emplea a él, a Chewbacca y a Lando, y luego roba los objetos de valor del contrabandista para ayudar a la Rebelión. Para compensar sus pérdidas, Solo y Chewbacca aceptan el trabajo de contrabando de Jabba, pero se ven obligados a deshacerse de su carga.
Solo juega un papel central en muchas historias ambientadas después de Return of the Jedi. En The Courtship of Princess Leia (1995), renuncia a su cargo para perseguir a Leia, con quien finalmente se casa. Solo y Leia tienen tres hijos: los gemelos Jaina y Jacen y su hijo Anakin. Un primo, Thrackan Sal-Solo, aparece como antagonista en la trilogía corelliana.  Han es el general al mando del grupo de trabajo de la Nueva República asignado para rastrear a un señor de la guerra imperial en la novela Solo Command de 1999. Chewbacca muere salvando la vida de Anakin en Vector Prime (1999), lo que lleva a Han a una profunda depresión. En estrella a estrella (2001), Anakin también muere, lo que agrava la desesperación de Solo. Al final de la serie, Han acepta sus pérdidas y se reconcilia con su familia.
En la serie Legacy of the Force, Jacen se convierte en el Lord Sith Darth Caedus y sumerge a la galaxia en una sangrienta guerra civil. Han lo repudia, pero aún está devastado por cada nuevo ultraje que comete su hijo. Él y Leia adoptan a Allana (la hija de Jacen) después de la muerte de Jacen a manos de Jaina en la novela Invencible.
En abril de 2014, la mayoría de las novelas y cómics de Star Wars con licencia producidos desde la película original de 1977 fueron rebautizados por Lucasfilm como Star Wars Legends y declarados no canónicos para la franquicia.

#### Cómics del Canon
Han es un personaje principal en la serie de cómics de Star Wars de 2015. El número 6 presenta a Sana Starros como la esposa de Han Solo, aunque unos números más tarde se revela que solo se casó con él como parte de un plan para estafar el garito de un señor del crimen.
Star Wars: Han Solo (2016) es una miniserie de cinco números ambientada entre A New Hope y The Empire Strikes Back, que se centra en la participación de Han en una carrera. La adaptación cómica de Solo: A Star Wars Story revela que Solo sabía que su padre trabajaba en los astilleros de Corellia. Han Solo – Imperial Cadet (2018) describe sus días rebeldes bajo el Imperio. Han Solo & Chewbacca (2022) muestra al dúo haciendo un trabajo para Jabba, quien envía a Greedo para que los acompañe.

## Influencia y recepción
Han Solo es un contrabandista imprudente con un ingenio sarcástico; es "un tipo muy práctico" y se considera "materialista"; pero las aventuras de la primera película de Star Wars evocan su compasión, un rasgo que "él no sabía que poseía". 
El American Film Institute clasificó a Solo como el decimocuarto héroe cinematográfico más grande. También fue considerado el cuarto personaje cinematográfico más grande de todos los tiempos por la revista Empire. Entertainment Weekly clasificó al personaje en el séptimo lugar de su lista de "Los héroes más geniales de todos los tiempos en la cultura pop". En su lista de los "100 mejores personajes ficticios", Fandomania.com clasificó a Solo en el puesto 15. IGN incluyó a Han Solo como el segundo personaje más grande de Star Wars de todos los tiempos (detrás de Darth Vader), además de incluirlo como uno de los 10 personajes principales que más necesitaban un spin-off, diciendo que era "posiblemente el personaje más genial del universo de Star Wars" . 
El productor de Prince of Persia, Ben Mattes, explicó que su "inspiración fue cualquier cosa que Harrison Ford haya hecho alguna vez: Indiana Jones, Han Solo".  Los críticos han comparado al antihéroe del manga y anime japonés Space Adventure Cobra con Solo. Al prepararse para interpretar a James T. Kirk, Chris Pine se inspiró en las representaciones de Ford de Han Solo e Indiana Jones, destacando su humor y rasgos de "héroe accidental" . 
Ford ganó un Premio Saturn 2016 al Mejor Actor por su actuación en The Force Awakens.